# Tricatel
Tricatel ist ein 1995 von Bertrand Burgalat gegründetes Plattenlabel. Burgalat ist ein französischer Musiker, Komponist und Produzent, der bereits mit Popgrößen wie Air, Nick Cave, Depeche Mode und Soul II Soul zusammengearbeitet hat. Das Label entwickelte im Lauf der Jahre musikalisch einen futuristischen Retro-Schick zwischen Elektropop und Rock. Burgalat übernahm den Namen Tricatel aus der französischen Kinokomödie l'Aile ou la cuisse mit Louis de Funès und Coluche in den Hauptrollen, die in Deutschland unter dem Namen Brust oder Keule bekannt ist.

## Musiker bei Tricatel
| - A.S Dragon - Allegra - André Popp - April March - Étienne Charry - Ingrid Caven - Jonathan Coe - Count Indigo | - Tony Dammit - DJ Me DJ You - Donna Regina - Eggstone - High Llamas - Michel Houellebecq - Ladytron - Valérie Lemercier | - Major Deluxe - Helena Noguerra - Symphony - Les Shades - Showgirls - David Whitaker - Winney |